# Reboleira (stație de metrou din Lisabona)
Reboleira este stația terminus din nordul liniei albastre a metroului din Lisabona. Stația este construită sub strada Rua das Indústrias din municipalitatea Amadora, aproape de intersecția cu Rua Vitor Alves, și asigură corespondența cu gara Reboleira de pe calea ferată Sintra a Comboios de Portugal. 

## Istoric
Stația a fost inaugurată pe 13 aprilie 2016, ca parte a extinderii liniei albastre a metroului către zona Reboleira. „Reboleira” este prevăzută cu un hol central din care pornesc patru căi de acces către exterior, două în partea de nord-vest și două în cea de nord-est, una dintre ultimele două constituind o legătură directă cu gara Reboleira.
Proiectul original al stației aparține arhitectului Leopoldo de Almeida Rosa.
Darea în exploatare a acestei stații a fost inițial prevăzută pentru luna august 2010, însă probleme cronice de finanțare au întrerupt lucrările după terminarea primei faze, în valoare de 45 de milioane de euro, dedicată construcției tunelului lung de 579 de metri și a stației propriu-zise. Investiția a fost reluată în iunie 2015 cu faza a doua, dedicată „construcțiilor civile, instalațiilor de joasă tensiune, telecomunicațiilor, liniilor, componentelor electromecanice și aranjamentelor exterioare în zona adiacentă stației din Rua das Indústrias și Parcul Armando Romão”, în valoare de 8,795 milioane de euro. Chiar și așa, deschiderea stației a mai fost amânată de două ori, fiind mai întâi prevăzută pentru sfârșitul lui 2015, apoi pentru primul trimestru din 2016, niciunul din termene nefiind respectat. A fost inaugurată pe 13 aprilie 2016. Valoarea totală a proiectului s-a cifrat la 60 de milioane de euro, o mare parte din finanțare fiind asigurată prin fonduri de coeziune.
Inițial, numele anunțat al stației a fost Amadora Sul (în română Amadora Sud, o aluzie la zona în care era amplasată), iar acesta a fost chiar folosit în unele elemente de semnalizare din interior, dar a fost ulterior retras, iar stația redenumită „Reboleira”.
Precum toate stațiile mai noi ale metroului din Lisabona, „Reboleira” este echipată pentru a deservi și persoanele cu dizabilități locomotoare, dispunând de lifturi și scări rulante pentru ușurarea accesului la peroane.
În luna mai 2019, în scopul reducerii consumului de energie electrică din rețea, Metroul din Lisabona a anunțat că a demarat un proiect de înlocuire a iluminatului existent în mai multe stații, inclusiv în „Reboleira”, cu corpuri de iluminat funcționând pe baza tehnologiei LED, având o durată de viață mai mare și permițând o scădere a costurilor cu energia de până la 60%.

## Legături

### Autobuze orășenești

#### Carris
- 767 Campo Mártires da Pátria ⇄ Reboleira (Metrou)[10]

### Autobuze preorășenești

#### Vimeca / Lisboa Transportes
- 020 Algés (Gară) ⇄ Amadora (Gara de Sud)
- 105 Queluz (Monte Abraão) ⇄ Reboleira (Metrou)
- 108 Reboleira (Metrou) ⇄ Queluz/Belas
- 109 Reboleira – circulație via Damaia de Cima
- 144 Belém (Gară) ⇄ Cacém (Bairro do Grajal)
- 145 Reboleira (Gară) – circulație via Urbanização Casas do Lago / Amadora (Spital)
- 185 Lisabona (Marquês de Pombal) ⇄ Amadora (Hospital)
- 186 Amadora (Spital) ⇄ Falagueira (Gară)
- 189 Amadora (Gara de Sud) ⇄ Falagueira (Gară)[11]

### Feroviare

#### Comboios de Portugal
- Sintra ⇄ Lisabona – Rossio
- Sintra ⇄ Lisabona – Oriente
- Sintra ⇄ Alverca
- Mira Sintra/Meleças ⇄ Lisabona – Rossio[12]